# Jaborosa runcinata
Jaborosa runcinata är en potatisväxtart som beskrevs av Jean-Baptiste de Lamarck. Jaborosa runcinata ingår i släktet Jaborosa och familjen potatisväxter. Inga underarter finns listade i Catalogue of Life.